# 고들빼기
고들빼기(Crepidiastrum sonchifolium)는 국화과에 속하는 두해살이풀이다. 한국·중국·몽고 원산이며, 한국에서는 재배되기도 한다.

## 생태
산과 들이나 밭 근처에서 자란다. 줄기는 곧고 가지를 많이 치며 적자색을 띠고 높이는 80 cm 정도이다. 뿌리에서 나는 잎은 꽃이 필 때까지 남아 있고 타원형으로 길이는 2.5–5 cm, 나비 14-17mm이며 잎자루가 없고 가장자리는 갈라져 빗살 모양이다. 잎 앞면은 녹색이고 뒷면은 회청색인데 양쪽면에 털은 없다. 줄기잎은 난형이고 길이 2.3-6cm로 밑이 넓어져 줄기를 감싼다. 불규칙한 결각 모양의 톱니가 있으나 위쪽으로 올라갈수록 작아진다. 두화가 가지 끝에 산방상으로 붙으며 포(苞)가 2-3개 있다. 총포는 길이 5-6mm이고 외포편은 일렬로 배열되며 긴 타원형이다. 화관은 황색이고 끝이 갈라지며 통부는 길이 1.5-2mm이고 잔털이 다소 있다. 수과는 검은색이고 편평한 원뿔형이며 관모는 백색이다. 열매는 10~11월경에 맺고 길이는 0.3~0.4cm로 갈색 또는 흑색이며, 갓털은 백색으로 길이는 0.3cm정도이다.

## 관리 및 번식법
관리법 : 어느 곳에서나 잘 자란다. 식용을 목적으로 재배할 경우는 토양이 비옥한 곳에 심고 물은 2~3일 간격으로 준다.
번식법 : 10월경 종자를 받아 보관 후 이른 봄 화단에 뿌린다.

## 쓰임새
어린잎을 김치처럼 담가 먹기도 한다. 고들빼기 김치는 쌉쌀한 맛이 특징이며, 궁중 진상품으로 그 유래가 깊다. 고들빼기는 쓴맛과 독기가 너무 강하므로 일주일에서 보름간 물에 담가 쓴맛을 뺀다. 간을 하지 않고 양념을 많이 해서 담그는 것도 특징이다.

## 사진

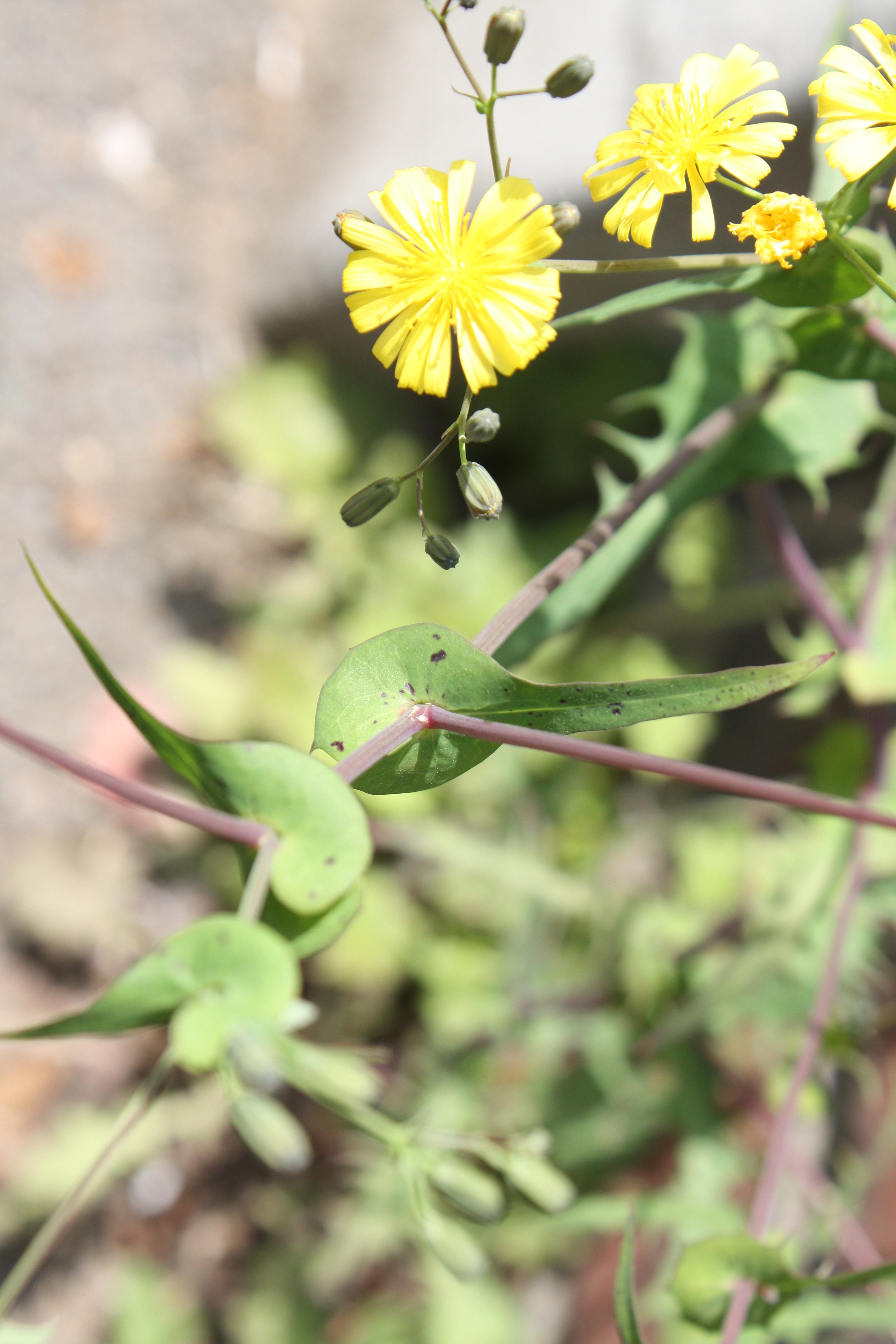
잎 밑부분이 줄기를 감싼다
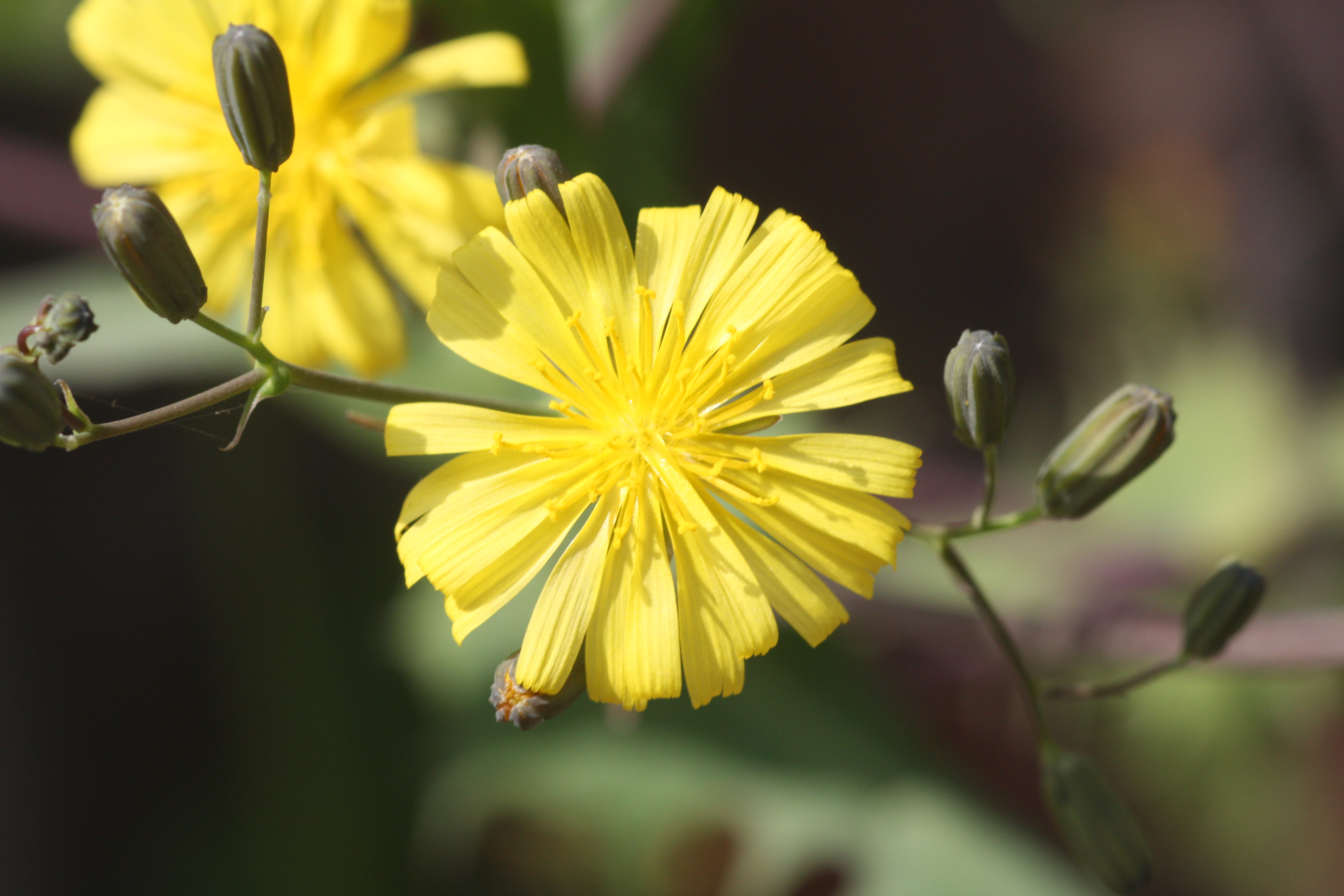
꽃
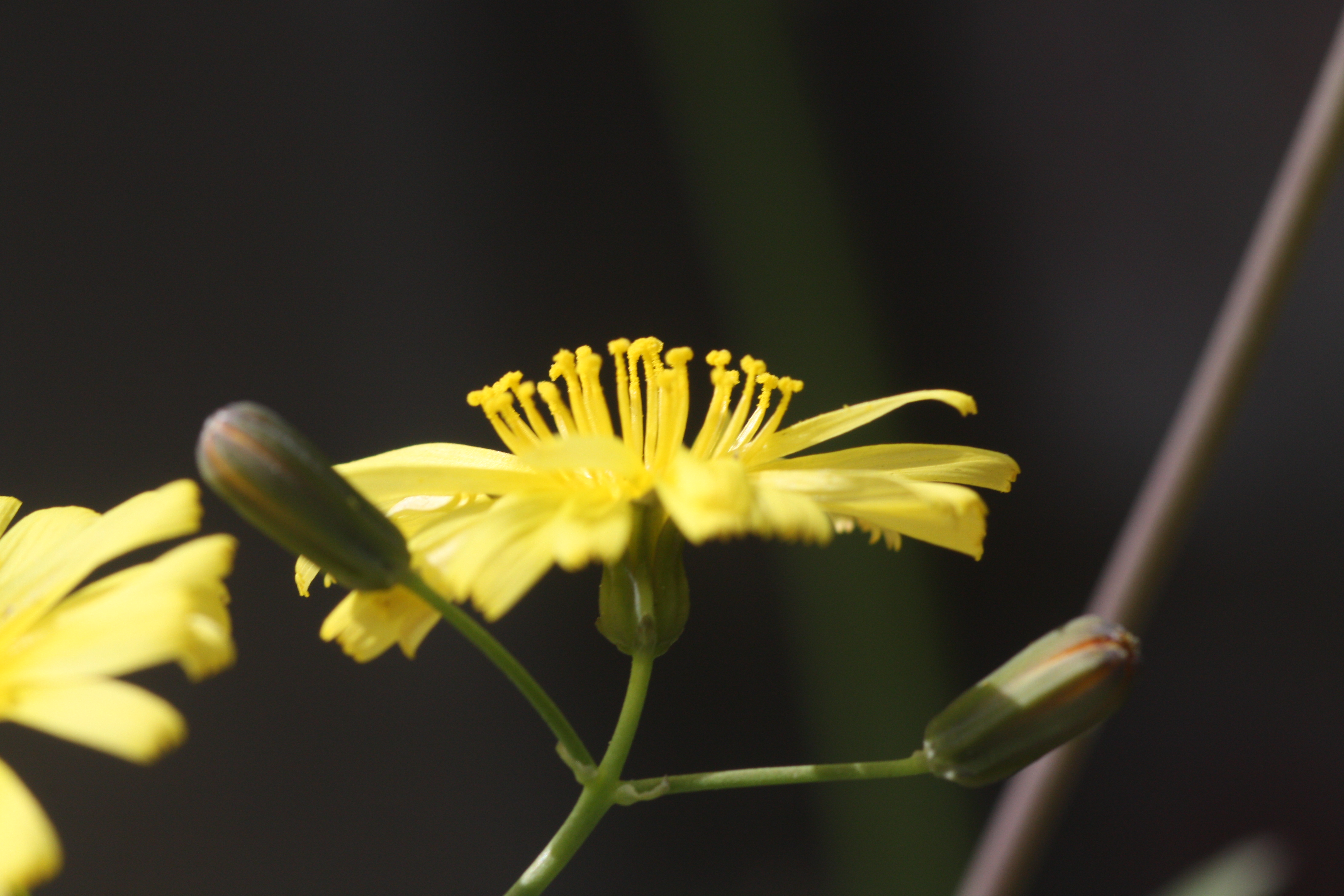
옆에서 본 꽃

## 이명
- Ixeris denticulata subsp. sonchifolia (Bunge) Stebbins
- Ixeris serotina (Maxim.) Kitag.
- Ixeris sonchifolia (Bunge) Hance
- Ixeris sonchifolia var. serotina (Maxim.) Kitag.
- Lactuca bungeana Nakai
- Lactuca denticulata var. sonchifolia Maxim.
- Lactuca sonchifolia (Bunge) Benth. & Hook. ex Debeaux
- Paraixeris serotina (Maxim.) Tzvelev
- Paraixeris sonchifolia (Bunge) Tzvelev
- Paraixeris sonchifolia var. serotina (Maxim.) Kitag.
- Prenanthes sonchifolia Bunge
- Youngia serotina Maxim.
- Youngia sonchifolia (Bunge) Maxim.

## 참고 문헌
- 이 문서에는 다음커뮤니케이션(현 카카오)에서 GFDL 또는 CC-SA 라이선스로 배포한 글로벌 세계대백과사전의 내용을 기초로 작성된 글이 포함되어 있습니다.